# Мішина Ксенія Олександрівна
Ксе́нія Олекса́ндрівна Мі́шина (нар. 18 червня 1989, Севастополь, Українська РСР) — українська акторка театру і кіно, телеведуча.

## Життєпис

### Ранні роки
Ксенія Мішина народилася 1989 року у Севастополі. 2007 року вона здобула звання віцеміс на конкурсі краси «Севастопольська красуня». Була удостоєна спеціального призу від глядачів.
Після закінчення загальноосвітньої школи К. Мішина поїхала до столиці, де навчалася на акторському факультеті у майстерні Дмитра Богомазова Київського національного університету театру, кіно і телебачення імені Івана Карпенка-Карого, який закінчила в 2015 році.
У 2010 році брала участь у кастингу телевізійного шоу «Україна сльозам не вірить», де головним призом проєкту були три головні ролі в мюзиклі Костянтина Меладзе.

### 2014— дотепер: початок кар'єри

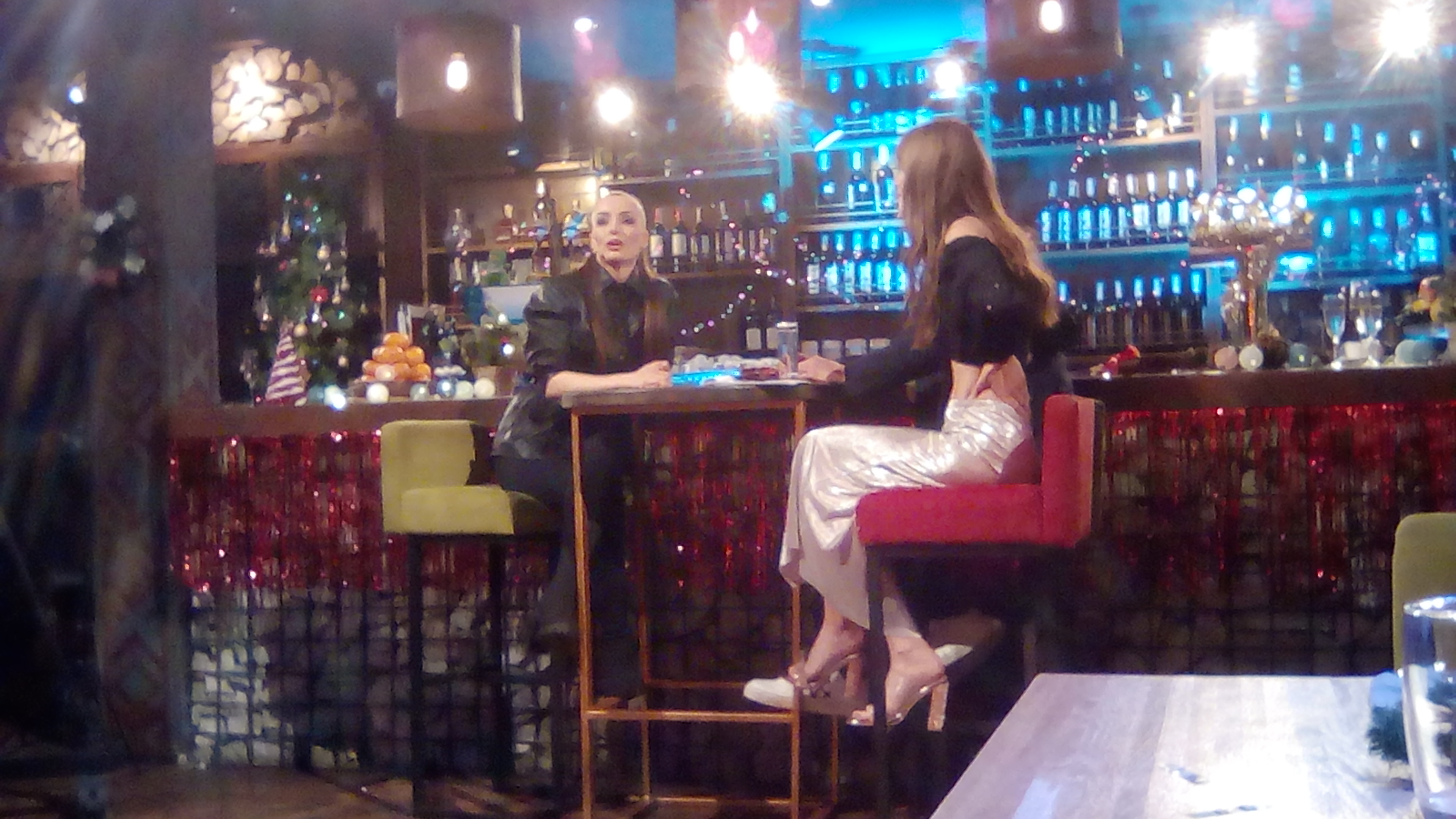
К. Мішина на фільмуванні шоу «Кілька Пародій», 2019

Ще під час навчання в театральному закладі Мішина 2014 року вперше знялася в кіно. Після закінчення університету стала актрисою Київського академічного Молодого театру.
Першою вагомою роботою акторки стала роль Камілли в мелодрамі «Спокуса», а справжнє професійне визнання вона отримала 2019 року, зігравши роль головної антагоністки, жорстокої поміщиці Лідії Шефер у телесеріалі «Кріпосна».
З серпня до листопада 2019 року брала участь у танцювальному шоу «Танці з зірками» у парі з хореографом Євгеном Котом, ставши переможцями проєкту.
На телеканалі СТБ 23 жовтня 2020 року стартував проєкт про кохання «Холостячка». За серце головної героїні К. Мішиної борються 15 чоловіків. Глядачі спостерігали за тим, як чоловіки організовували побачення та дивували, завойовували серце та прихильність головної героїні. У кінці проєкту Мішина залишилась з коміком Олександром Еллертом. У вересні 2021 року Ксенія заявила, що переживає непрості відносини зі своїм обранцем.

## Фільмографія

### Ролі в кіно
- 2014 — «Розпечений периметр» — Анжеліка
- 2015 — «Погана сусідка» — модель
- 2016 — «Selfieparty» — Ліза
- 2016 — «Чудо за розкладом» — Іра
- 2016 — «На лінії життя» — Даша Яворська
- 2016 — «Дім на холодному ключі» — Раїса (в молодості)
- 2017 — «Веселка в небі» — Віолетта
- 2017 — «Лінія світла» — епізод
- 2017 — «Спокуса» — Камілла (головна роль)
- 2017 — «Спокуса-2» — Камілла (головна роль)
- 2018 — «Спадкоємиця мимоволі»
- 2018 — «Найкращий чоловік»
- 2018 — «За вітриною» — Вікторія Олександрівна Тобілевич
- 2018 — «Домівка Надії» — Лєра
- 2018 — «Смак щастя» — Ліда
- 2019 — «У неділю рано зілля копала» — Тамара
- 2019 — «Кріпосна» — Лідія Шефер, поміщиця
- 2019 — «Місто закоханих» — Ася (у виробництві)
- 2019 — «Я тебе знайду» — коханка Кирила
- 2019 — «Циганка» — Тамара
- 2019 — «Підкидьок» — Рита Одинцова (головна роль)
- 2019 — «Маркус» (Markus)
- 2019 — «Кровна помста» — Марина (в молодості)
- 2020 — «Гола правда» — Віта
- 2020 — «Не відпускай» — Ганна
- 2020 — «Сліди, що зникають» — Женя
- 2020 — «Жіночі секрети»
- 2020 — «Сашина справа»
- 2020 — «Ти тільки мій» — Вероніка
- 2021 — «Мої думки тихі 2»
- 2021 — «Клятва лікаря» — Тамара (головна роль)
- 2021 — «Зломовчання» — Ольга (головна роль)
- 2022 — «Сусідка» [7] — Вероніка (головна роль)

### Участь у шоу
- 2019 — «Танці з зірками» (телеканал 1+1)
- 2019 — «Кілька Пародій» (Новий канал)
- 2020 — «Холостячка» (телеканал СТБ)
- 2021 — «Україна має талант» (телеканал СТБ)
- 2023 — «Я люблю Україну» (телеканал ТЕТ)
- 2024 — «Прокидайся» (телеканал Ми — Україна+)

### Зйомки у кліпах
- 2025 — «Гріхи» Іван Наві

## Театральні ролі

### Київський академічний Молодий театр
| Рік  | Проєкт | Режисер              | Роль   |
| ---- | ------ | -------------------- | ------ |
| 2017 | Попіл  | Олександра Меркулова | Рахіль |

### Київський драматичний театр на Подолі
| Рік  | Проєкт        | Режисер        | Роль  |
| ---- | ------------- | -------------- | ----- |
| 2019 | Мрії оживають | Давид Петросян | Бетті |

## Родина
Має сина Платона (2012). Розлучена. Після шоу «Холостячка» розпочала стосунки з фіналістом шоу Олександром Еллертом, пара мешкає разом, але офіційно не одружені.
|  | «Сварки — це дуже властивий стосункам процес, — розповіла Ксенія Мішина про стосунки з Еллертом. — Іноді у мене нерви. Головне правило в родині — це сідати та розмовляти» |

Також, пара анонсувала на наступний рік можливе їх одруження.
16 липня Ксенія оголосила про те що вона та Олександр більше не разом, однак з‘явились чутки про їх примирення.

## Нагороди та номінації
| Нагороди й номінації | Нагороди й номінації      | Нагороди й номінації                            | Нагороди й номінації | Нагороди й номінації | Нагороди й номінації |
| Рік                  | Премія                    | Номінація                                       | Робота               | Результат            | Джерело              |
| -------------------- | ------------------------- | ----------------------------------------------- | -------------------- | -------------------- | -------------------- |
| 2019                 | «Людина року»             | Нова генерація року                             | Н/Д                  | Перемога             | [ 10 ]               |
| 2022                 | Сараєвський кінофестиваль | Найкраща жіноча роль у драматичному телесеріалі | Зломовчання          | Номінація            | [ 11 ]               |